# کودونیه
کودونیه (به ایتالیایی: Codogné) یک کومونه در ایتالیا است که در استان ترویزو واقع شده‌است.

## خصوصیات
کودونیه ۲۱٫۷ کیلومترمربع مساحت و ۵٬۲۴۳ نفر جمعیت دارد.